# Pimeloil-KoA dehidrogenaza
Pimeloil-KoA dehidrogenaza (EC 1.3.1.62, dehidrogenaza pimeloil-KoA) je enzim sa sistematskim imenom pimeloil-KoA:NAD+ oksidoreduktaza. Ovaj enzim katalizuje sledeću hemijsku reakciju
pimeloil-KoA + + {\displaystyle \rightleftharpoons } 6-karboksiheks-2-enoil-KoA + NADH + H+
Ovaj enzim učestvuje u anaerobnoj degradaciji benzoata kod bakterija.

## Literatura
- Nicholas C. Price; Lewis Stevens (1999). Fundamentals of Enzymology: The Cell and Molecular Biology of Catalytic Proteins (Third изд.). USA: Oxford University Press. ISBN 019850229X.
- Eric J. Toone (2006). Advances in Enzymology and Related Areas of Molecular Biology, Protein Evolution (Volume 75 изд.). Wiley-Interscience. ISBN 0471205036.
- Branden C; Tooze J. Introduction to Protein Structure. New York, NY: Garland Publishing. ISBN 0-8153-2305-0.
- Irwin H. Segel. Enzyme Kinetics: Behavior and Analysis of Rapid Equilibrium and Steady-State Enzyme Systems (Book 44 изд.). Wiley Classics Library. ISBN 0471303097.

## Spoljašnje veze
- Pimeloyl-CoA+dehydrogenase на 